# Ден (фараон)
Ден (Удіму) — фараон Раннього царства Стародавнього Єгипту, що правив бл. 2950 до н. е. Точне значення «хорового» імені цього царя не можна встановити, але його можна читати, як д(у)н (Ден, Девен чи Удіму) і перекладати «Той, що змахнув крилами». Особисте ім'я Дена, відоме з Абідоського списку як Сепаті, Манефон прочитав і передав грецькою як Усефай.

## Життєпис
Нині стверджують, що саме Ден, а не ймовірний об'єднувач Єгипту Хор-Аха (Менес) чи попередники Дена — Джер і Уаджі — вперше носив подвійну корону, що складається з білої верхньоєгипетської, вставленої в червону нижньоєгипетську, і титул «Цар Верхнього і Нижнього Єгипту», (інсібіа). Історичні джерела згадують також про бої, що велися за цього фараона проти кочівників на Синайському півострові, що свідчить про подальшу експансію Єгипту в цьому напрямку.
Судячи зі знайдених в Абідосі двох табличок зі слонової кістки, позначених ім'ям Дена, за нього єгиптяни почали просуватися на Синайський півострів (єгип. Мафкет). На одній з табличок Ден зображений вбиваючим тубільця, якого він повалив перед собою. Поміщений тут ієрогліфічний напис говорить: «Перший випадок поразки східних жителів». На іншій табличці поміщений наступна напис: «Зруйнував фортецю Ан… Прийшов владика, цар Верхнього і Нижнього Єгипту Семті, що підкорив 30 областей». Одна з захоплених царем фортець названа тут Унут, яка, імовірно, тотожна фортеці Синайського півострова Унут, згаданій в повідомленні вельможі Уни (Ⅵ династія).
У царя третього рядка Палермського каменю, ім'я якого, на жаль, не збереглося, але цей цар, безсумнівно, тотожний Дену, три річних назви, з 14 уцілілих, згадують ставки і протоки, що свідчить про розширення іригаційної системи за його царювання. Якщо безіменний цар Палермского каменю і Ден одна і теж особа, то правління Дена тривало не менш 30 із зайвим років, на що вказує простий розрахунок по клітинкам, на які розділений Палермський камінь. До того ж з написів того часу відомо, що Ден святкував «свято тридцятиріччя царювання» (хеб-сед). Зображення золотих статуй на печатці Дена свідчать про те, що в цю епоху єгиптяни стали одержувати досить велику кількість золота, мабуть, з Нубії.
Особливе місце при ньому займала, очевидно, його мати — цариця Мернейт, гробниця якої знаходилася в гробниці сина на царському цвинтарі в Умм ель-кабе поблизу Абідоса і була гідна поховання самого царя. Незвичайне положення займав при Дені, і «охоронець скарбниці царя» на ім'я Хемака, чия величезна усипальниця балу відкопана на столичному цвинтарі біля «Білих Стін» (Мемфісу). На ярликах того часу ім'я Хемаки стоїть не разом з титулом того сановника, відповідального за заготовляння даних припасів, а безпосередньо за ім'ям царя. Якщо цей вельможа тотожний однойменному керуючому царськими виноградниками, не один раз згаданому на печатках від винних посудин, то він керував і царськими угіддями.
На відміну від усипальниць його попередників, що були виконані під землею, тільки з використанням цегли-сирцю і дерева, і були нескладні за задумом, представляючи собою усього лише велику прямокутну підземну гробницю, оточену з усіх боків підземними кімнатками, в підземелля Дена вели величні сходи, що виводять на схід, назустріч сонцю, що сходить, а сам склеп був вимощений плитами з привезеного каменю — червоного граніту, що добувається на самому півдні країни, у перших нільських порогів. Виготовлений з червоного граніту підлога гробниці Дена є першим випадком використання цього матеріалу в будівництві. При похованні Дена в жертву було принесено 136 чоловік.
Тривалість царювання, достаток нововведень, багатство правління Дена на події, здатні створити уявлення про цього царя як про найважливішого представника I династії.